# Erycibe elliptilimba
Erycibe elliptilimba là một loài thực vật có hoa trong họ Bìm bìm. Loài này được Merr. & Chun mô tả khoa học đầu tiên năm 1934.